# ۲۵ فوریه (فیلم)
۲۵ فوریه (ارمنی: Փետրվարի 25-ը) یک فیلم کوتاه تمثیلی است محصول سال ۲۰۰۷, به کارگردانی شوغیک تادئوسیان

## بازیگران
- نارک نرسیسیان